# Flabelliderma essenbergae
Flabelliderma essenbergae är en ringmaskart som först beskrevs av Hartman 1961.  Flabelliderma essenbergae ingår i släktet Flabelliderma och familjen Flabelligeridae. Inga underarter finns listade i Catalogue of Life.